# Stephanuskirche (Stein)

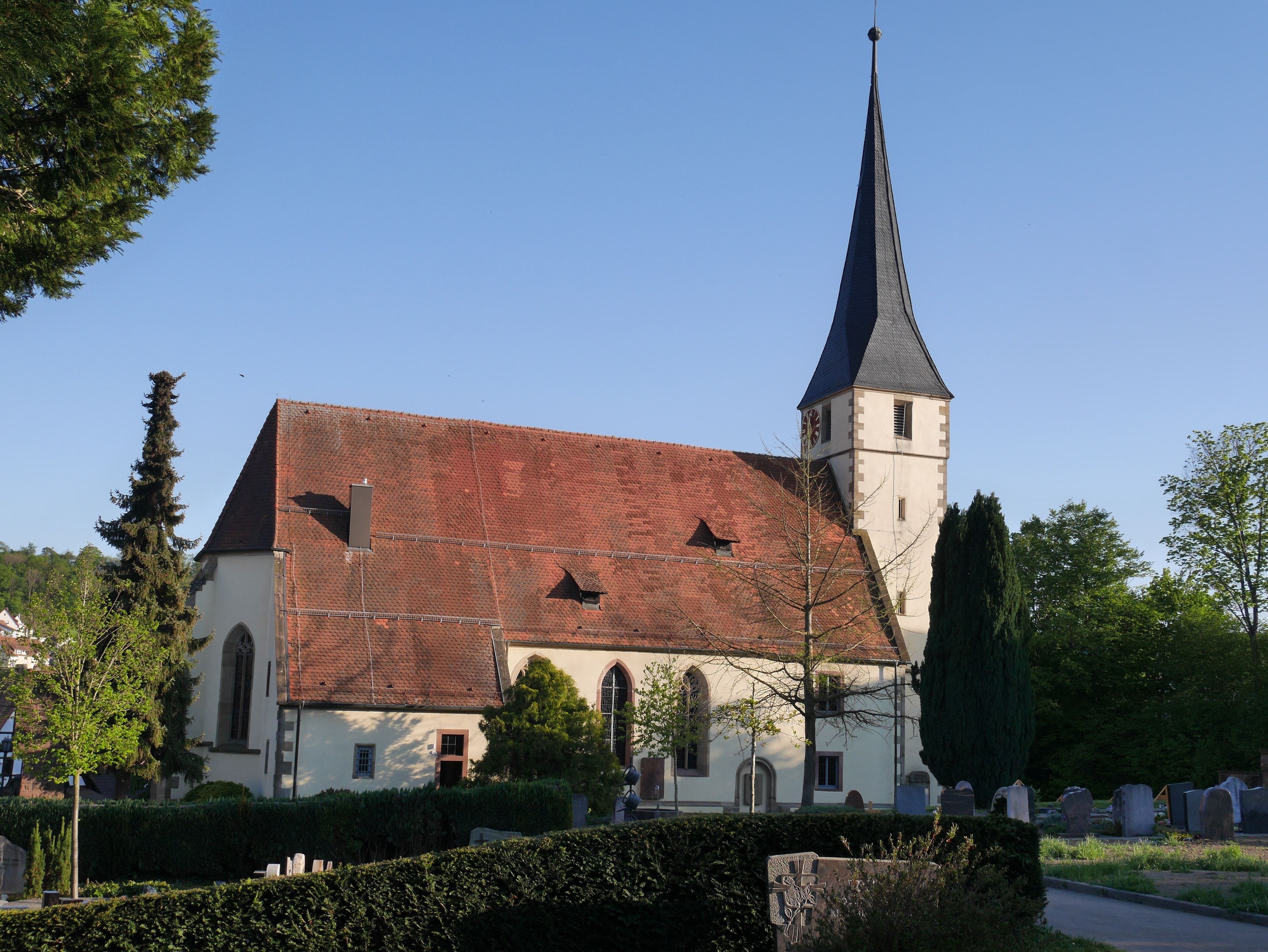
Stephanuskirche in Stein

Die evangelische Stephanuskirche ist die Pfarrkirche von Stein, einem Ortsteil der Gemeinde Königsbach-Stein im Enzkreis in Baden-Württemberg. Das Bauwerk ist beim Landesamt für Denkmalpflege Baden-Württemberg als Baudenkmal eingetragen. Die Kirchengemeinde gehört zum Kirchenbezirk Badischer Enzkreis der Evangelischen Landeskirche in Baden.

## Beschreibung

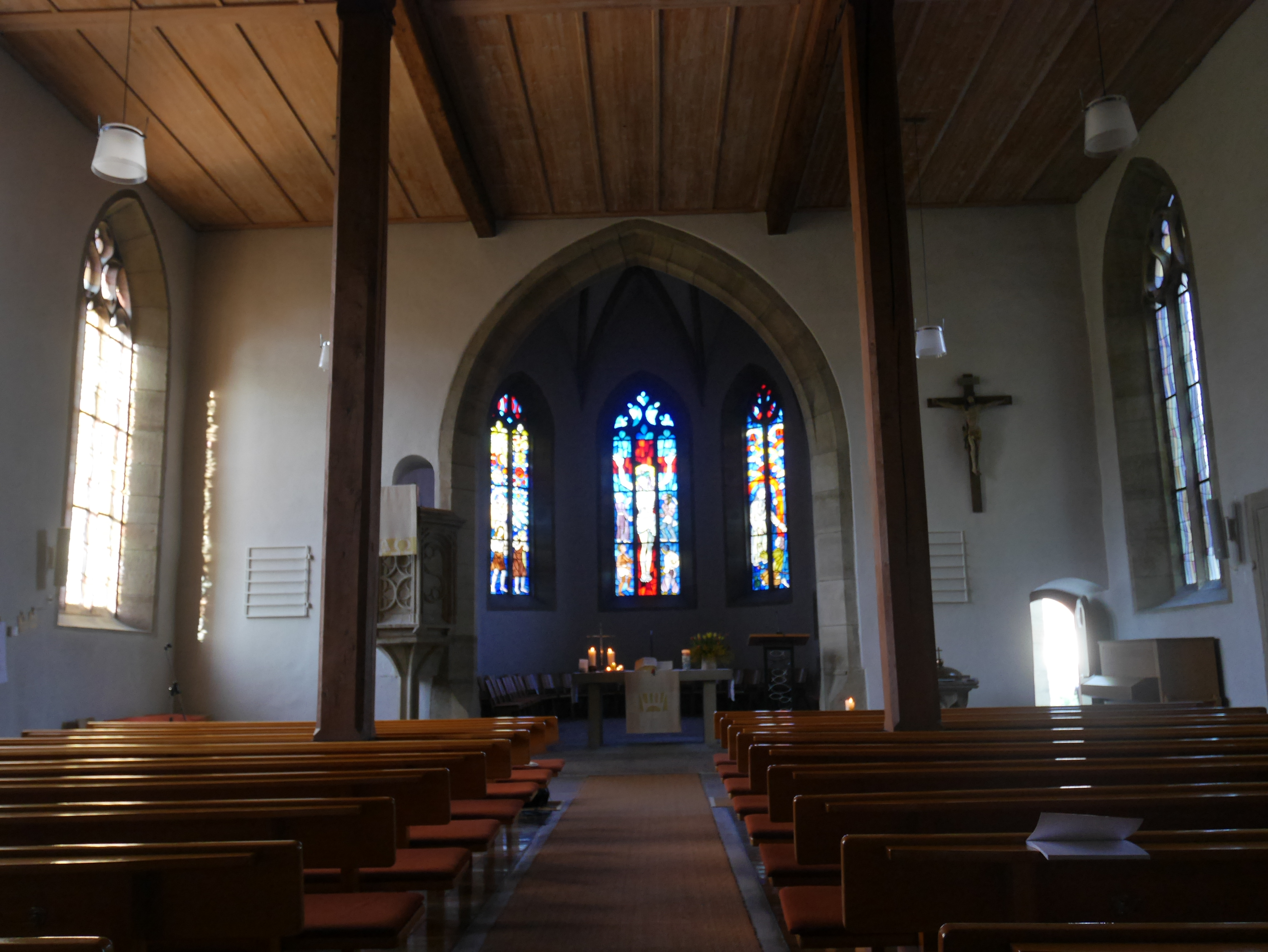
Blick zum Chor

Die um 1490 gebaute Saalkirche besteht aus dem mit einem Satteldach bedeckten Langhaus und dem eingezogenen, dreiseitig geschlossenen Chor im Osten. Die von Strebepfeilern gestützten Chorwände besitzen mit Fischblasen verzierte Maßwerkfenster. Die Sakristei liegt unter einem Schleppdach nördlich des Chors. Der mit einem achtseitigen Knickhelm bedeckte Fassadenturm auf quadratischem Grundriss steht im Westen. Sein oberstes Geschoss enthält die Turmuhr und den Glockenstuhl mit drei Kirchenglocken.
Der Innenraum des Langhauses wurde 1577 mit einer Flachdecke überspannt und 1762 mit Emporen ausgestattet. Auf der Westempore ist die 1995 erneuerte Orgel von 1701 aufgestellt. Der Innenraum des Chors ist mit einem Sterngewölbe überspannt.